# 高橋史典
高橋 史典（たかはし ふみのり、1963年 - ）は、日本のTV/映画プロデューサー・ディレクター。株式会社ガルバンゾ代表取締役。東京都港区出身。東京都立戸山高等学校、早稲田大学法学部卒業。 株式会社カノックス勤務（1988年－2004年）、株式会社The icon勤務（2005年－2011年）、株式会社ケイファクトリー勤務（2011年 - 2023年）を経て、2023年9月4日に株式会社ガルバンゾを設立した。

## プロデュース・演出作品歴（1991年～2023年10月）[3][4]

### テレビドラマ（放送日順）
- 土曜ワイド劇場　女刑事ふたり（2002年9月、テレビ朝日）－プロデューサ－
- 健太の食探検 ハム太郎といっしょ!（2003年2月、テレビ東京）－ディレクター
- 愛の劇場　銀座まんまんなか!（2003年11月～、TBS）－プロデューサー
- 終戦記念ドラマ　覚悟 ～戦場ジャーナリスト橋田信介物語～（2005年8月、TBS）－プロデューサー
- ナショナルドラマスペシャル　ウメ子（2005年12月、TBS）－プロデューサー
- 水曜ミステリー9　港町人情ナース（2006年9月、テレビ東京）－プロデューサー
- 東京タワー 〜オカンとボクと、時々、オトン〜（2006年11月、フジテレビ）－スケジュール
- 恋せども、愛せども（2007年8月、WOWOW）－プロデューサー
- 水曜ミステリー9　港町人情ナース②（2007年8月、テレビ東京）－プロデューサー
- 死化粧師　エンバーマー間宮心十郎（2007年10月～、テレビ東京）－プロデューサー
- 土曜ワイド劇場　女刑事ふたり②（2008年3月、テレビ朝日）－プロデューサー
- 笑顔をくれた君へ〜女医と道化師の挑戦〜（2008年3月、フジテレビ）－プロデューサー補
- 愛の劇場　再婚一直線!（2008年5月～、TBS）－プロデューサー
- 超人ウタダ（2009年1月～、WOWOW）－プロデューサー
- 土曜ワイド劇場　100の資格を持つ女②（2009年6月、朝日放送）－プロデューサー
- ABCこども未来プロジェクト　さよならが言えなくて（2009年9月、朝日放送）－プロデューサー
- とめはねっ! 鈴里高校書道部（2010年1月～、NHK）－制作統括
- 土曜ワイド劇場　100の資格を持つ女③（2010年3月、朝日放送）－プロデューサー
- 土俵ガール!（2010年7月～、毎日放送）－プロデューサー
- 土曜ワイド劇場　さすらいの女弁護士 山岸晶（2010年7月、朝日放送）－プロデューサー
- パナソニックドラマスペシャル　屋上のあるアパート（2011年3月、TBS）－プロデューサー補
- マッスルガール!（2011年4月～、毎日放送）－プロデューサー
- 僕とスターの99日（2011年10月～、フジテレビ）－協力プロデューサー
- 松本清張没後20年特別企画　疑惑（2012年11月、フジテレビ）－プロデューサー
- 水曜ミステリー　カメラマン亜愛一郎の迷宮推理（2013年11月、テレビ東京）－プロデューサー
- その日のまえに（2014年3月、NHK BSプレミアム）－制作統括
- 保育探偵25時（2015年1月～、テレビ東京）－プロデューサー
- 百年の計、我にあり（2016年1月、TBS）－ドラマブロックプロデューサー
- ぼくのいのち（2016年3月、読売テレビ）－プロデューサー
- 火の粉（2016年4月～、東海テレビ）－プロデューサー
- 真昼の悪魔（2017年2月～、東海テレビ）－プロデューサー
- 先に生まれただけの僕（2017年10月～、日本テレビ）－プロデューサー
- 限界団地（2018年6月～、東海テレビ）－プロデューサー
- 青のSP（2021年1月～、関西テレビ）－プロデューサー

### 情報番組/広告/広報（放送日・公開日順）
- 料理バンザイ!（1991年～2002年、テレビ朝日）－ディレクター、プロデューサー
- 発見！京都老舗旅館の不思議 ～俵屋をめぐる職人たちの技と心～（2000年12月、関西テレビ）－ディレクター
- 東京ウォーキングマップ（2002年～2004年、TBS）－ディレクター
- 隠れ家ごはん!〜メニューのない料理店〜（2002年～2004年、テレビ朝日）－ディレクター
- いまどき!ごはん（2004年、テレビ朝日）－ディレクター
- ダイワハウスpresents　歌舞伎役者 尾上菊之助の挑戦（2010年5月、毎日放送）－ディレクター
- 日本医師会広報ドラマ　なな色健康家族（2020年1月～2022年1月、配信）－プロデューサー
- 日本医師会広報　新型コロナ関連啓蒙動画シリーズ（2020年～2022年、配信）－プロデューサー
- 日本医師会CM　みんなで安心マーク（2020年～2021年、配信）－プロデューサー
- フレーバーライフ社CM　帰宅編・テレワーク編（2021年7月～2023年7月、TVCM）－プロデューサー
- 市川猿之助in滋賀県・大津 ～比叡山で見た不滅の法灯～（2021年10月、東京MXテレビ）－プロデューサー
- 日本医師会広報動画　教えて!日医君シリーズ（2022年1月～、配信）－プロデューサー
- 赤ひげ大賞ルポ拡大版　赤ひげのいるまち　広島県編・岩手県編（2022年10月、広島テレビ・岩手放送）－プロデューサー
- 赤ひげ大賞ルポ拡大版　赤ひげのいるまち　佐賀県編・岐阜県編（2023年10月、サガテレビ・岐阜放送）－プロデューサー
- 赤ひげ大賞ルポ拡大版　赤ひげのいるまち　和歌山県編（2024年10月、テレビ和歌山）・沖縄県編（2024年11月、沖縄テレビ）－プロデューサー[5][6]